# Andrzej Górak
Andrzej Górak (Andrychów, 15 februari 1951) is een Poolse procestechnoloog en professor in de scheidingstechnologie aan de faculteit bioprocestechnologie en scheikundige technologie van de Technische Universiteit Dortmund. 

## Loopbaan
In 1968 begon Andrzej Górak een studie scheikunde aan de technische universiteit van Łódź (Polen). Hij studeerde in 1973 in scheikunde af en promoveerde in 1979 aan het instituut voor scheikundige technologie (TU Łódź). Het onderwerp van zijn proefschrift is het rectificeren van mengsels met meerdere componenten. Hij bleef tot 1988 medewerker aan de technische universiteit van Łódź en werkte daarna vier jaar in de chemische industrie bij het ondernemen Henkel KGaA in Düsseldorf (Duitsland). In 1991 habiliteerde hij aan de faculteit werktuigbouwkunde van de RWTH Aachen (Aken, Duitsland).  In 1992 werd hij professor in scheidingstechnologie  aan de universiteit van Dortmund (Duitsland). Vanaf 1996 tot 2000 was hij professor in datzelfde vakgebied aan de universiteit van Essen (Duitsland). In het jaar 2000 keerde hij terug aan de universiteit van Dortmund.